# Działo samobieżne

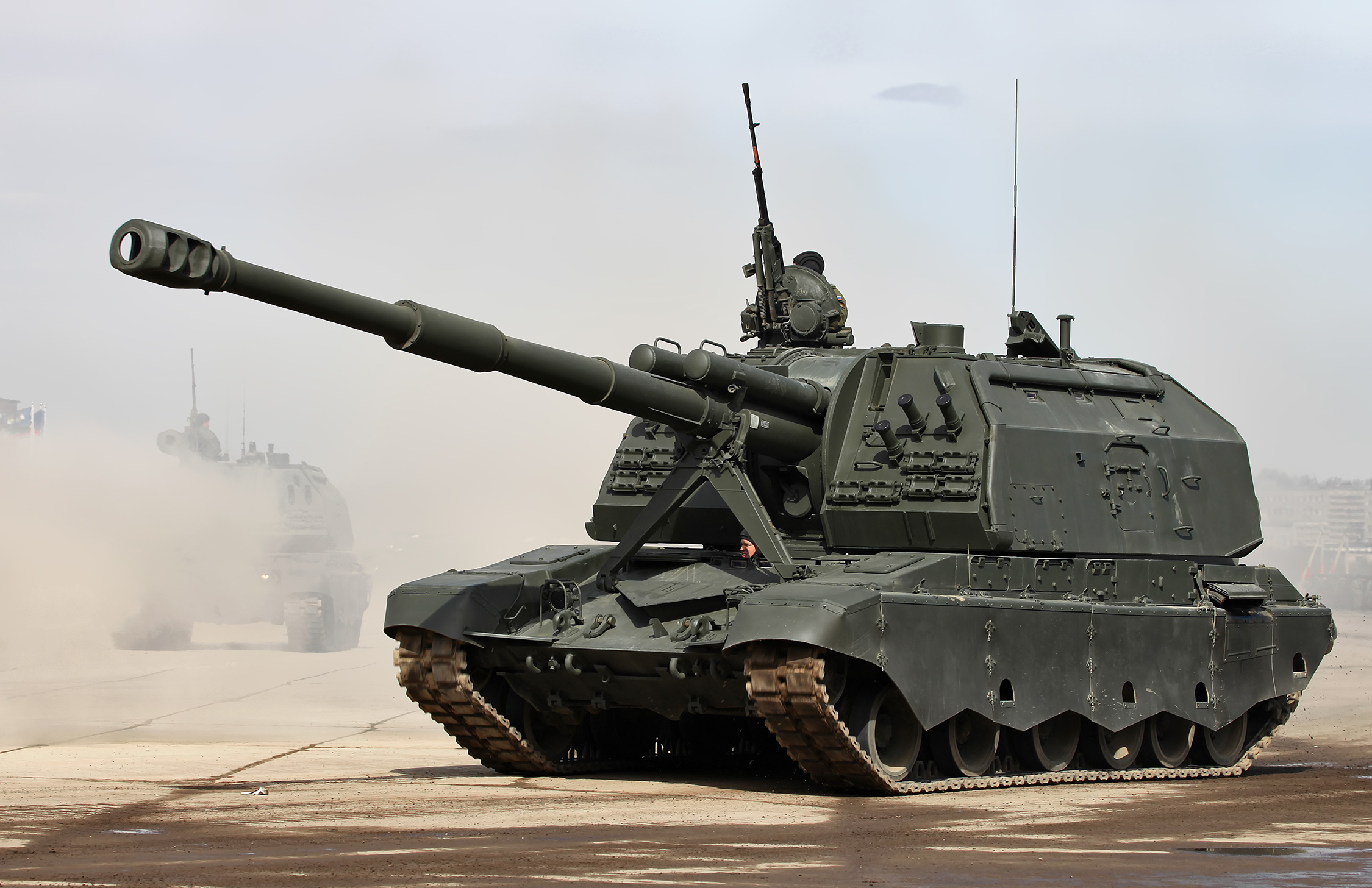
Działo samobiezne 2S19 Msta-S

Działo samobieżne – działo umieszczone na podwoziu wyposażonym w napęd (podwoziu czołgu lub innego pojazdu mechanicznego), w odróżnieniu od działa holowanego. Pierwszym gąsienicowym działem samobieżnym była powstała w 1917 brytyjska konstrukcja o nazwie Gun Carrier Mark I.
Ze względu na rodzaj podwozia działa samobieżne zazwyczaj dzieli się na gąsienicowe, półgąsienicowe (w przedniej części pojazdu są zainstalowane koła, w tylnej są zainstalowane gąsienice) i kołowe. Ze względu na stopień opancerzenia zazwyczaj dzieli się na odkryte (uzbrojenie nie jest osłonięte pancerzem), półodkryte (uzbrojenie jest osłonięte jedynie pancerzem bocznym) i zakryte (uzbrojenie jest całkowicie osłonięte pancerzem).

## Historia

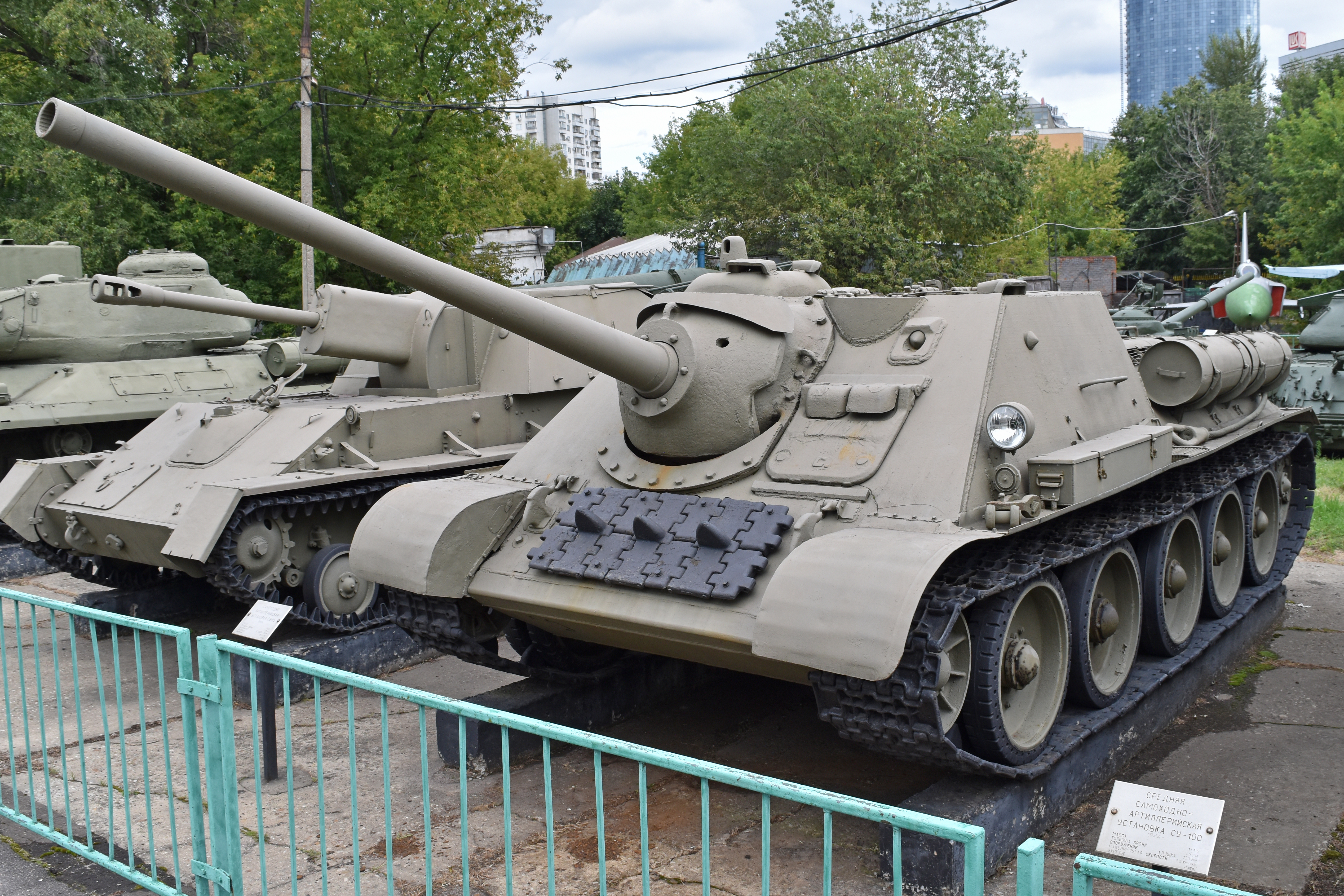
Gąsienicowe, zakryte działo samobieżne SU-85

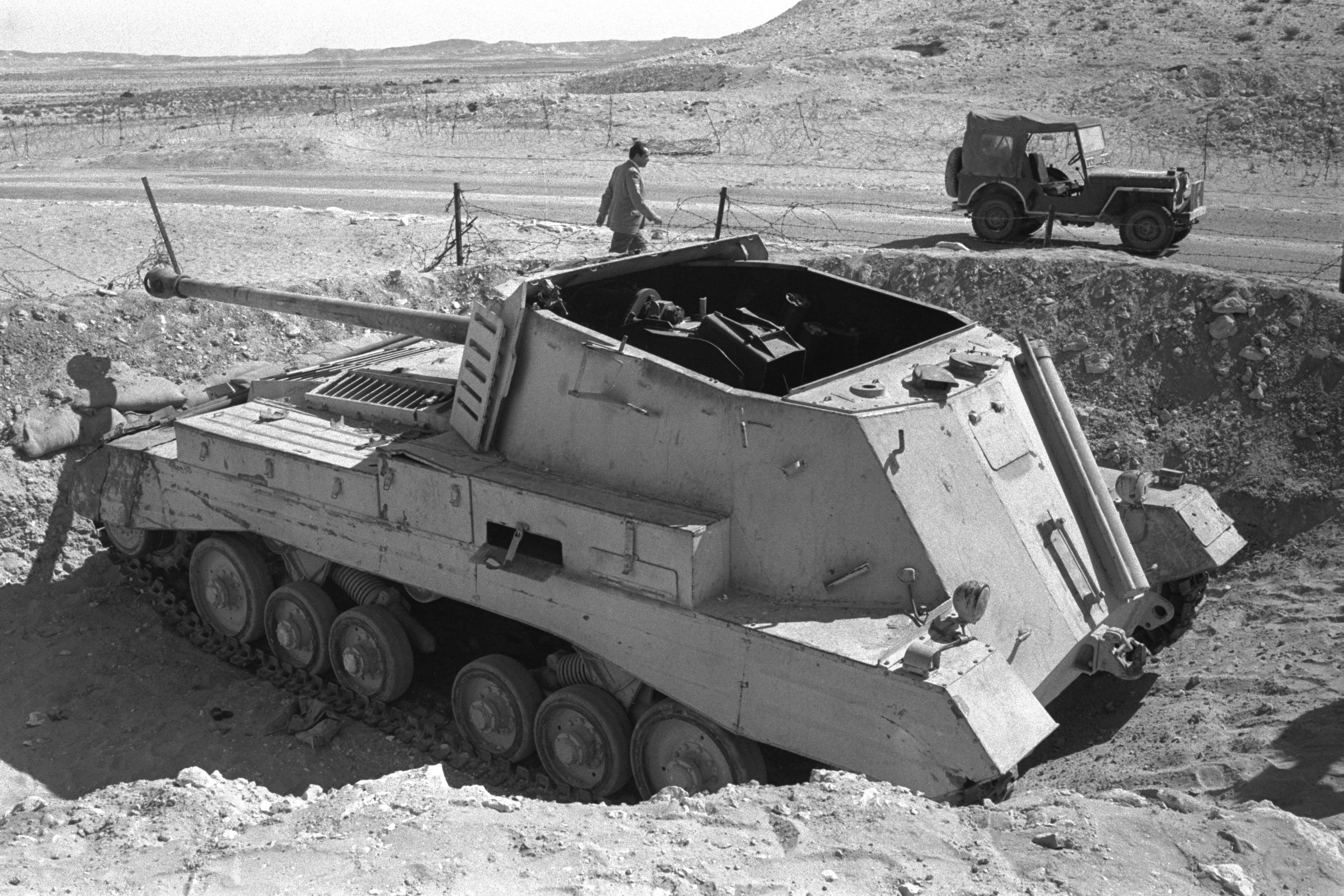
Półodkryte samobieżne działo przeciwpancerne Archer

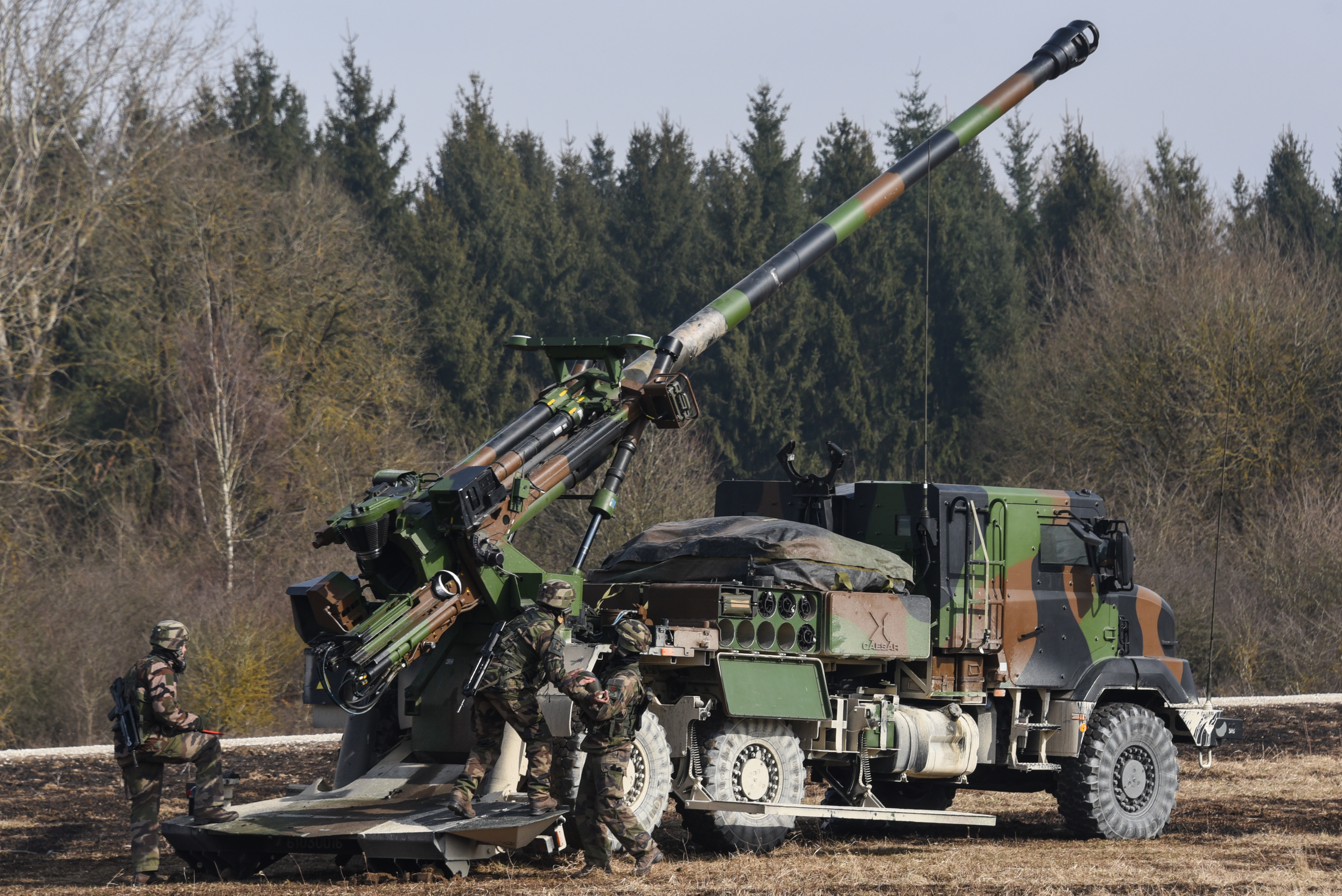
Francuskie współczesne samobieżne działo CAESAR na podwoziu kołowym

Wraz z wprowadzeniem do uzbrojenia czołgów i wyposażeniem piechoty w transportery opancerzone pojawiła się konieczność dostosowania artylerii do zwiększonych szybkości przemieszczania się oraz możliwości pokonywania trudnego terenu, tak aby artyleria mogła wspierać mobilne wojsko. Najprostszą koncepcją było osadzenie typowego wyposażenia artyleryjskiego na podwoziu, najczęściej gąsienicowym lub kołowym, czasami półgąsienicowym. Opancerzenie chroniło przed odłamkami pocisków artyleryjskich, bomb lotniczych, jak też ostrzałem ręcznej broni piechoty.
Głównym uzbrojeniem działa samobieżnego mogła być zarówno armata, jak i haubica, czasami nawet moździerz. W takiej roli działo samobieżne podążało za jednostkami czołowymi, wspierając je w razie potrzeby ogniem artyleryjskim. Znaczna część dział samobieżnych nie posiadała obrotowej wieży i zmiana kierunku prowadzenia ognia wymagała przestawiania całego działa.
Początkowo działa samobieżne występowały głównie jako samobieżne działa polowe, wspierając własne jednostki ogniem artyleryjskim z pewnej odległości, czasami znacznej, za pierwszą linią. Z tej koncepcji wyewoluowało też działo pancerne, silnie opancerzona odmiana działa samobieżnego przeznaczona do bezpośredniego wsparcia jednostek na pierwszej linii, np. do towarzyszenia piechocie w trakcie szturmu. Znakomicie radziło sobie z małymi celami punktowymi, takimi jak silnie okopane karabiny maszynowe, działa przeciwnika czy schrony bojowe, które niszczyło strzałami bezpośrednimi z małej odległości. Inną specjalistyczną odmianą działa samobieżnego był niszczyciel czołgów (działo przeciwpancerne), uzbrojony w działo przeciwpancerne. Różnica między działem samobieżnym, działem pancernym a niszczycielem czołgów bywa często umowna, gdyż decydują tu nie cechy konstrukcyjne, a sposób użycia.
Ważną odmianą działa samobieżnego jest samobieżne działo przeciwlotnicze, przeznaczone do osłony przeciwlotniczej własnych jednostek. Ze względu na specyfikę obrony przeciwlotniczej miało obrotowo osadzone działka.